# 霍克波因特鎮區 (密蘇里州林肯縣)
霍克波因特鎮區（英語：Hawk Point Township）是位於美國密蘇里州林肯縣的一個行政鎮區。

## 地方資料
霍克波因特鎮區的面積為131.66平方千米，當中陸地面積為130.46平方千米，而水域面積為1.19平方千米。根據2020年美國人口普查的數據，當地共有人口2421人，而人口密度為每平方千米18.39人。